# Hermann Josef Abs
Hermann Josef Abs (15. října 1901, Bonn, Německé císařství – 6. února 1994, Bad Soden, Německo) byl německý bankéř.

## Životopis
Byl spolumajitelem berlínské banky Delbrück, Schmickler & Co. Od roku 1938 byl členem vedení Deutsche Bank, byl finančním poradcem Adolfa Hitlera. Po porážce Třetí říše byl v roce 1945 souzen a na 15 let do vězení odsouzen za válečné zločiny, rozsudek však nebyl proveden. Nadále působil ve vysokých ekonomických funkcích, stál ve vedení několika průmyslových koncernů a finančních ústavů. Od roku 1957 opět ve vedení Deutsche Bank (člen představenstva, v letech 1967 - 76 předseda představenstva, od roku 1976 čestný předseda).

## Vyznamenání
- velký záslužný kříž s hvězdou Záslužného řádu Spolkové republiky Německo – Německo, 1953
- Bavorský řád za zásluhy – Bavorsko, 13. prosince 1965[1]
- velký záslužný kříž s hvězdou a šerpou Záslužného řádu Spolkové republiky Německo – Německo, 1966
- rytíř velkokříže Řádu svatého Řehoře Velikého – Vatikán, 1969
- velká čestná dekorace ve stříbře na stuze Čestného odznaku Za zásluhy o Rakouskou republiku – Rakousko, 1975[2]
- velkodůstojník Řádu Bernarda O'Higginse – Chile, 1979
- Řád dobré naděje – Jihoafrická republika, 1979
- velkokříž Řádu Oranžsko-nasavského – Nizozemsko, 1980
- velkostuha Řádu al-Husajna bin Alího – Jordánsko, 1984
- velkokříž Záslužného řádu Spolkové republiky Německo – Německo, 1988